# Liste des médaillées françaises aux championnats d'Europe de trampoline
La liste complète des médaillés français aux championnats d'Europe de trampoline. Seules sont indiquées les éditions durant lesquelles les gymnastes françaises ont obtenu au moins une médaille.
Tableau mis à jour après les championnats d'Europe de Sotchi en 2021.
| Lieux (Année)     | Épreuve                        | Épreuve                              | Épreuve                                                         | Épreuve     | Épreuve                |
| Lieux (Année)     | Individuel                     | Synchronisé                          | Par équipe                                                      | Double-Mini | Double-Mini par équipe |
| ----------------- | ------------------------------ | ------------------------------------ | --------------------------------------------------------------- | ----------- | ---------------------- |
| Burgos (1983)     | Nadine Conte                   |                                      | Nadine Conte Nathalie Treil Nathalie Leroy Yvonnick Millet      |             |                        |
| Copenhague (1989) |                                | Nathalie Treil Christelle Guidicelli |                                                                 |             |                        |
| Varna (2010)      |                                |                                      | · Marina Ducroux · Marine Jurbert · Camille Dru · Joëlle Vallez |             |                        |
| Guimaraes (2014)  |                                | Marine Jurbert Joëlle Vallez         |                                                                 |             |                        |
| Valladolid (2016) |                                | Marine Jurbert Léa Labrousse         |                                                                 |             |                        |
| Bakou (2018)      |                                |                                      | Marine Jurbert Léa Labrousse Anaïs Brèche                       |             |                        |
| Sotchi (2021)     | Léa Labrousse · Marine Jurbert |                                      | · Léa Labrousse · Marine Jurbert · Marine Prieur · Anaïs Brèche |             |                        |